# Clare Hoffman
Clare Eugene Hoffman (Vicksburg, 10 settembre 1875 – Allegan, 3 novembre 1967) è stato un politico statunitense, membro della camera dei rappresentanti degli Stati Uniti per lo stato del Michigan.

## Origini
Hoffman nacque a Vicksburg nella contea di Union in Pennsylvania dove frequentò la scuola pubblica. Si laureò al dipartimento di legge della Northwestern University ad Evanston, Illinois, nel 1985.

## Carriera

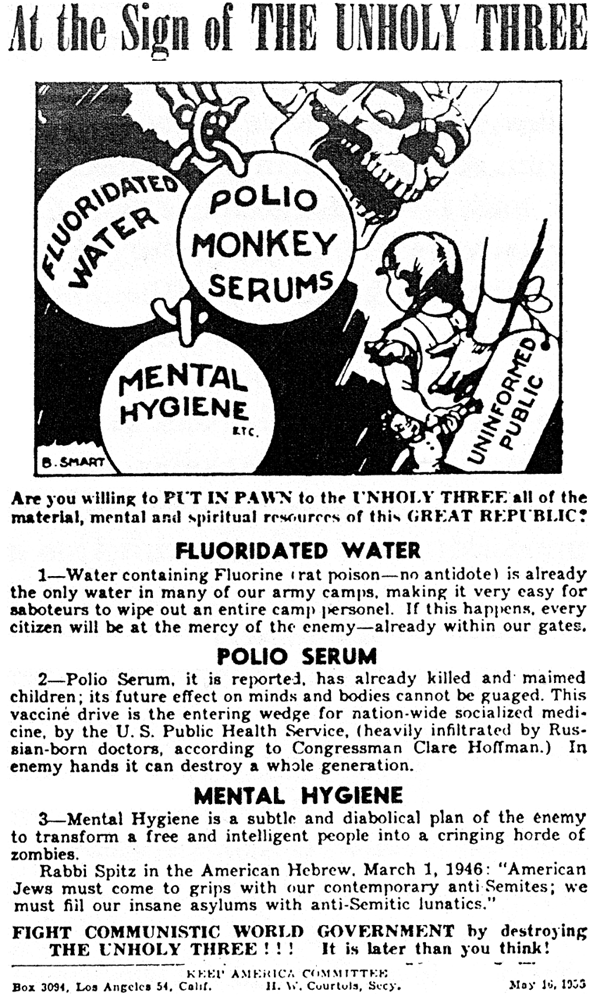
Volantino contro la sanità pubblica che cita Clare Hoffman come fonte. Rilasciato nel maggio 1955 dal Keep America Committee, allegava una teoria complottista sostenendo che la fluorizzazione dell'acqua fosse un complotto comunista.

Hoffman fu ammesso alla barra in Michigan nel 1896 e cominciò a praticare la professione ad Allegan in Michigan, dove divenne procuratore per la contea dal 1904 al 1910.
Nel 1934, Hoffman si presentò come candidato repubblicano per il quarto distretto del congresso del Michigan, battendo il candidato democratico George Ernest Foulkes. Hoffman fu eletto nel settantaquattresimo congresso degli Stati Uniti e continuò a essere eletto nei tredici congressi successivi, restando in carica dal 3 gennaio 1935 fino al 3 gennaio 1963. Durante la sua carica era visto come uno "scontroso lupo solitario", non in grado di collaborare né con i democratici né con i repubblicani .
Hoffman fu un aperto oppositore della campagna nazionale di vaccinazione antipoliomielite, sostenendo che dei dottori russi si fossero infiltrati nell'U.S. Public Health Service. In più Hoffman era anche un noto antisemita e un simpatizzante del fascismo, arrivando a tenere dei discorsi in raduni del partito di estrema destra America First Party (1944).
Fu presidente, membro del comitato di sorveglianza sul dipartimento esecutivo (nell'ottantesimo congresso) e membro del comitato sulle operazioni governative (nell'ottantatreesimo congresso). Nel 1962 non fu tra i candidati per la rinomina al ottantottesimo congresso.

## Morte
Hoffman morì in casa sua all'età di 92 anni. Fu seppellito all'Oakwood Cemetery nel comune di Allegan